# Erste Intifada
Die Erste Intifada (arabisch انتفاضة, DMG intifāḍa ‚Aufstand‘, von انتفض, DMG intafaḍa ‚sich erheben‘ oder „abschütteln“, hebräisch אינתיפאדה ʾintifada), auch bekannt als „Krieg der Steine“, war eine anhaltende gewalttätige Auseinandersetzung zwischen Palästinensern und der israelischen Armee, die im Dezember 1987 begann. Ab 1991 ging die Gewaltintensität deutlich zurück; die Oslo-Abkommen von 1993 stellen das Ende der ersten Intifada dar.

## Ursachen und Auslöser
Auslöser der Intifada war der Zusammenstoß eines israelischen Militärlastwagens mit zwei palästinensischen Taxis am 8. Dezember 1987. Dabei starben in der Nähe des Grenzübergangs Erez an der nördlichen Grenze des Gazastreifens vier Palästinenser (wovon drei aus dem Flüchtlingslager Dschabaliya stammten). In den Palästinensergebieten vermutete man einen Vergeltungsakt für einen kurz zuvor im Gazastreifen erstochenen Israeli. Es ging das Gerücht um, der Fahrer des LKW sei ein Verwandter des Ermordeten. Die 1987 in Hebron gegründete Hamas machte sich die Unruhen zunutze, übernahm die Führung und schürte Aufstände gegen israelische Soldaten, in denen sich „die Wut der palästinensischen Jugend“ auf die Besatzer entlud. Während der Begräbnisse der vier Toten im Gazastreifen kam es zu Massendemonstrationen und Ausschreitungen. Im Gazastreifen und dem Westjordanland gingen die Palästinenser auf die Straßen, Kinder warfen Steine auf die israelischen Panzer und Autoreifen wurden in Brand gesteckt.
Die Debatten über weitere politische Ursachen für diesen palästinensischen Volksaufstand sind vielfältig: Während der 1980er Jahre gehörten die palästinensischen zusammengefassten Fruchtbarkeitsziffern zu den höchsten weltweit. In dieser Zeit war nahezu die Hälfte der Palästinenser jünger als 15 Jahre, 70 Prozent unter 30 Jahren. Diese junge Generation wuchs in einer Gesellschaft auf, die nicht hinnehmen wollte, dass das Westjordanland und der Gazastreifen nach dem Sechstagekrieg von Israel besetzt war und erst in der Folge erfolgreich geschlossener Friedensverträge zurückgegeben werden sollte. Trotzdem verbesserten sich die Zugänge zu Bildungseinrichtungen – so wurde beispielsweise 1978 die Islamische Universität in Gaza gegründet. Dennoch nahm die Zahl der Erwerbslosen zu. Mit dem enormen Ölpreisverfall von 1986 begründeten die umliegenden Golfstaaten die Kürzung finanzieller Unterstützung für die Palästinensergebiete.

## Palästinensische Aktionen
Der Aufstand entstand für die PLO-Führung in Tunis völlig ungeplant und ungesteuert. Von 1967 an lebten die Palästinenser zwar widerwillig, aber kooperativ unter israelischer Militärverwaltung. Größere Widerstandsaktionen wurden der PLO im Ausland überlassen. Nun wurde die Zusammenarbeit mit den israelischen Behörden eingestellt und „für die Welt anschaulich gemacht“.

### Friedliche Aktionen
Die zentralen Personen bei der Planung und Finanzierung der friedlichen Aktionen waren – im Hintergrund – Faisal Husseini und Sari Nusseibeh. Es gab verschiedene Arten von Streik:
- Massenkündigungen von palästinensischen Polizisten, teilweise aber aus Angst vor Repressalien.[3]
- Läden wurden nurmehr stundenweise geöffnet.
- Steuern und sonstige Abgaben wurden nicht mehr entrichtet.
- Nach jedem Todesfall wurde ein Generalstreik ausgerufen.
- Boykott von israelischen Erzeugnissen durch Reorganisation und Intensivierung der eigenen Landwirtschaft.
- Flugblätter wurden verbotenerweise gedruckt und verteilt.
- Gründung von Hilfskomitees, die Aktionen organisierten und durch die Lage in Not Geratenen halfen.
- Hissen der verbotenen palästinensischen Flagge an Stellen (wie Stromleitungen), wo sie nur schwer zu entfernen waren.
- Beschriftung von Wänden mit Parolen und Aufrufen.

### Gewaltsame Aktionen
Die Wellen von friedlichem zivilen Ungehorsam waren jedoch nur ein Teil der Intifada, sodass recht schnell gewaltsame Methoden auf palästinensischer Seite überhandnahmen. In den gewaltsamen Protesten schlug sich die Frustration der durch hohe Geburtenraten extrem jungen Bevölkerung nieder, die mit hoher Arbeitslosigkeit zu kämpfen hatte. Da die Intifada allerdings keine von Parteien dominierte, sondern eher eine nationale Bewegung war, verfügten die meisten Jugendlichen über so gut wie keine Waffen, weshalb es zu keinen größeren bewaffneten Angriffen auf die israelischen Soldaten kam. Dementsprechend stellt sich auch die Opferbilanz dar, die Ende 1990 bei 609:18 (Tote auf palästinensischer/israelischer Seite) und 12.000:3.391 (Verletzten) lag. Stattdessen wurde vor allem auf Steine zurückgegriffen, die auf israelische Panzer und Soldaten sowie Zivilisten/Siedler gleichermaßen geworfen wurden, was der Intifada den Beinamen „Krieg der Steine“ einbrachte. Ein weiteres Merkmal waren Molotowcocktails, die im Kampf genutzt wurden, da sie sehr einfach hergestellt werden konnten. Man vermutet, dass etwa 3600 Stück geworfen wurden. Später jedoch nutzten noch recht junge islamistische Parteien wie die Hamas den Aufstand, um ihre eigene Ideologie populär zu machen, zumal der Aufstand durch seine unangepasste bis widerständige Haltung zu den israelischen Autoritäten eine Atmosphäre der Gesetzlosigkeit schuf, gegen die diese Parteien mit ihren eigenen Mitteln vorgehen konnten. Viele sehen in der 1. Intifada die Geburtsstunde der Hamas, die seit 2006 den Gazastreifen kontrolliert.

### Kollaborateure
Ein weiteres Kapitel der Intifada ist die Lynchjustiz unter den Palästinensern. Personen, die mit israelischen Behörden zusammenarbeiteten, wurden fortan als Kollaborateure angesehen und grausam verfolgt. Die von Israel ernannten Bürgermeister sowie Polizisten wurden ermordet. Schon der Verdacht, ein Informant zu sein, führte in vielen Fällen zum Todesurteil. Auf diese Weise sollen etwa 700 Personen umgebracht worden sein. Händler, die sich aus wirtschaftlichen Gründen nicht an Streiks halten wollten, wurden mit Gewalt dazu gezwungen ihre Geschäfte wieder zu schließen. Verantwortlich dafür waren vorwiegend Jugendliche (shabab), die durch die Straßen zogen und die Einhaltung der Streiks überwachten. Die allgemeine Gesetzlosigkeit durch die chaotische Lage provozierte politische Gewalttaten genauso wie Plünderungen. So forderte die interne Gewalt während der Intifada insgesamt ähnlich viele Todesopfer wie die Angriffe auf israelische Soldaten.

## Israelische Reaktionen
Zuerst wurde versucht, die Streiks gewaltsam zu brechen. So öffneten Soldaten gewaltsam die durch Gitter, Klappläden und Vorhängeschlösser versperrten Geschäftslokale.
Steinewerfern wurden von Soldaten die Arme und Beine gebrochen, ein Videobericht davon schockierte die ganze Welt. Der israelische Verteidigungsminister Jitzchak Rabin hatte die Armee aufgerufen, mit „Macht, Kraft und Prügel“ die Ordnung wiederherzustellen und erhielt daraufhin in der arabischen Welt den Beinamen „Knochenbrecher“. Ein Regierungssprecher hatte erklärt, „wenn die Truppen seine [eines Steinewerfers] Hand brechen, ist er für 1 ½ Monate nicht mehr in der Lage, Steine zu werfen.“
Dennoch scheiterte Rabins sogenannte „Breaking the Bones“-Strategie bei ihrem Versuch, den Widerstand zu brechen, zog aber schwere Auswirkungen auf die Zivilbevölkerung nach sich. Nach einem Bericht der Hilfsorganisation Save the Children aus dem Jahr 1990 benötigten schätzungsweise zwischen 23.600 und 29.900 palästinensische Kinder nach den ersten zwei Jahren dieses Vorgehens der IDF medizinische Versorgung wegen Verletzungen durch Stockschläge. 30 % dieser Kinder waren jünger als zehn Jahre, 20 % waren jünger als fünf Jahre alt. Ehud Barak, damals stellvertretender Stabschef, gab die Richtlinie aus, Schüsse auf Kinder zu vermeiden. Dennoch wurden 106 Kinder erschossen.
Im Sommer 1988 wurden von den Behörden 8000 Oliven- und Obstbäume und tausende Dunam Weizenfelder der Palästinenser abgebrannt, als Reaktion darauf, zündeten Palästinenser Wälder an.
Im September 1988 wurden Gummigeschosse eingeführt, wodurch die Armee die Möglichkeit zum Waffeneinsatz erhielt, ohne viele Todesopfer zu provozieren. Rabin: „Es ist unsere Absicht, möglichst viele von ihnen zu verwunden [...] Verletzungen zu verursachen, ist genau das Ziel der Verwendung der Plastikkugeln.“
Nicht bezahlte Kfz-Steuern wurden durch die Einführung neuer Nummerntafeln eingetrieben. Eine neue Autonummer bekam nur der, der seine offene Steuerschuld beglichen hatte. Palästinensische Fahrzeuge wurden mit einem Aufschlag auf die Haftpflichtversicherung belegt, um die Kosten für die Schäden durch Steinwürfe auf israelische Fahrzeuge zu kompensieren, denn Siedler durften diese auch ohne Vollkaskoversicherung geltend machen. Dieser Aufschlag wurde von den Palästinensern als „stone tax“ (daribat al-ḥijāra) bezeichnet.
Steuern und Wassergebühren wurden durch Pfändung von Hab und Gut (z. B. Ende 1989 in fast jedem Haushalt von Beit Sahur nahe Betlehem) eingetrieben. Es wurden lang andauernde Ausgangssperren verordnet, teils in Kombination mit der Abschaltung von Strom und Wasser. Die Bewegungsmöglichkeiten in den engen Gassen der Städte wurde durch Sperren aus betongefüllten Tonnen eingeengt.
Die Armee übermalte Parolen auf den Hauswänden und hielt Palästinenser dazu an, die verbotenen PLO-Flaggen zu entfernen. Einige mussten auf Leitungsmasten klettern und erlitten dabei Stromschläge.
Für lange Zeit wurde die Schließung von Universitäten und Schulen, die sich zu Brutstätten der Aufstände entwickelt hatten, angeordnet. Ende 1991 waren beinahe alle Bildungseinrichtungen aus Sicherheitsgründen geschlossen. Später wurde heftig kritisiert, dass das Fehlen der Möglichkeit der Bildung die Unruhen umso stärker anfachte.
Die Angehörigen von Todesopfern wurden gezwungen, Begräbnisse ohne Aufsehen und in der Nacht durchzuführen, um neue Demonstrationen zu vermeiden.
Es kam zu Massenverhaftungen und rigorosen Strafen für Delikte wie „Hissen der PLO-Fahne“. Zahlreiche Frauen hatten während und nach Verhören Fehlgeburten, auch durch den Einsatz von Tränengas.
Jüdische Siedler, die bis dahin in den arabischen Städten eingekauft hatten, blieben den Zentren fern und erhielten in der Folge oft eigene Zufahrtsstraßen. Siedler, die mit Steinen beworfen wurden, schossen zurück und führten teilweise Racheaktionen an den Arabern durch.
Die Strafe für den Tatbestand der Hauszerstörung wurde ausgeweitet. Bis Ende 1991 wurden mehr als 300 Wohnungen zerstört oder versiegelt und 2000 Personen obdachlos gemacht.

## Chronologie der Ereignisse
- Dezember 1987: Ausbruch der Intifada
- Januar 1988: erstes Flugblatt mit der Bezeichnung Hamas
- November 1988: die PLO beschließt die Palästinensische Unabhängigkeitserklärung und erkennt das Existenzrecht Israels an
- Juli 1990: Bombenanschlag auf den Strand von Tel Aviv
- August 1990: Invasion des Irak in Kuwait - Gastarbeiter kehren heim.
- Oktober 1990: Am Jerusalemer Tempelberg werden 17 Demonstranten erschossen
- September 1991: 340.000 von 400.000 palästinensischen Flüchtlingen werden aus Kuwait vertrieben[17]
- Oktober 1991: Konferenz von Madrid
- Juni 1992: Wahl von Jitzchak Rabin zum Ministerpräsidenten
- 13. Dezember 1992: Entführung des israelischen Grenzpolizisten Nissim Toledano durch die Hamas
- 14. Dezember Verhaftung von 1.600 Palästinensern in Gaza
- 17. Dezember 1992: Ausweisung von 415 Islamisten in den Südlibanon
- März 1993: Abriegelung der Westbank und des Gazastreifens
- Mai 1993: der 1.200ste Palästinenser stirbt seit Beginn
- August 1993: Ende der Geheimverhandlungen mit der PLO
- 13. September 1993: Unterzeichnung des Oslo-Vertrages in Washington
- 25. Februar 1994: Massaker in der Abraham-Moschee in Hebron durch Baruch Goldstein: 29 Tote
- Juli 1994: Rückkehr Arafats nach Palästina

## Auswirkungen
Der Aufstand kostete Israel monatlich 120 Mio. US-Dollar an Sicherheitsausgaben und 38 Mio. US-Dollar an indirekten wirtschaftlichen Schäden. Die israelischen Gegenmaßnahmen und die Golfkrise 1990–1991 dämpften den Aufstand. Nach dem Zweiten Golfkrieg war Israel jedoch gezwungen, Verhandlungen mit der PLO aufzunehmen, zuerst geheim, dann offiziell. Die Erste Intifada brachte also schlussendlich die Autonomie. Aus den Widerstandskomitees entstanden neue Parteien und Organisationen, u. a. auch die Hamas. Die Palästinensergebiete wurden zunehmend von Israel abgeriegelt, was zu einem starken Rückgang der palästinensischen Beschäftigten in Israel beitrug. Nachdem 1992 noch 115.600 Palästinenser in Israel gearbeitet hatten, so halbierte sich die Zahl bis 1996.